# 1973-as magyar úszóbajnokság
Az 1973-as magyar úszóbajnokságot az augusztusban rendezték meg. a Nemzeti Sportuszodában

## Eredmények

### Férfiak
| Versenyszám            | Arany                                                              | Arany   | Ezüst                                                             | Ezüst   | Bronz                                                           | Bronz   |
| ---------------------- | ------------------------------------------------------------------ | ------- | ----------------------------------------------------------------- | ------- | --------------------------------------------------------------- | ------- |
| 100 m gyorsúszás       | Szentirmay István BVSC                                             | 55,0    | Császári Attila BVSC                                              | 55,7    | Hámori Jenő Bp. Spartacus                                       | 55,7    |
| 200 m gyorsúszás       | Verrasztó Zoltán KSI                                               | 2:00,1  | Hargitay András KSI                                               | 2:00,4  | Császári Attila BVSC                                            | 2:01,9  |
| 400 m gyorsúszás       | Hargitay András KSI                                                | 4:13,4  | Verrasztó Zoltán KSI                                              | 4:16,2  | Sós Csaba KSI                                                   | 4:17,4  |
| 1500 m gyorsúszás      | Tóth Csaba KSI                                                     | 16:48,6 | Varga József BVSC                                                 | 17:05,8 | Mikola Tamás Bp. Honvéd                                         | 17:31,2 |
| 100 m hátúszás         | Cseh László Újpesti Dózsa                                          | 59,7    | Verrasztó Zoltán KSI                                              | 1:00,6  | Rudolf Róbert KSI                                               | 1:00,6  |
| 200 m hátúszás         | Verrasztó Zoltán KSI                                               | 2:07,1  | Rudolf Róbert KSI                                                 | 2:12,2  | Hargitay András KSI                                             | 2:14,7  |
| 100 m mellúszás        | Nagy József Bp. Spartacus                                          | 1:09,3  | Szabó Sándor Bp. Spartacus                                        | 1:09,4  | Csinger Márton Bp. Spartacus                                    | 1:09,6  |
| 200 m mellúszás        | Hargitay András KSI                                                | 2:30,4  | Szabó Sándor Bp. Spartacus                                        | 2:31,0  | Tóth János Egri Dózsa                                           | 2:32,1  |
| 100 m pillangóúszás    | Szentirmay István BVSC                                             | 59,2    | Hargitay András KSI                                               | 59,5    | Verrasztó Zoltán KSI                                            | 59,7    |
| 200 m pillangóúszás    | Hargitay András KSI                                                | 2:08,9  | Mikola Tamás Bp. Honvéd                                           | 2:10,5  | Sós Csaba KSI                                                   | 2:11,3  |
| 200 m vegyesúszás      | Hargitay András KSI                                                | 2:11,6  | Verrasztó Zoltán KSI                                              | 2:12,2  | Csinger Márton Bp. Spartacus                                    | 2:16,8  |
| 400 m vegyesúszás      | Hargitay András KSI                                                | 4:38,8  | Verrasztó Zoltán KSI                                              | 4:43,0  | Sós Csaba KSI                                                   | 4:44,9  |
| 4 × 100 m gyorsváltó   | BVSC Varga László Erdélyi Ferenc Császári Attila Szentirmay István | 3:45,6  | Újpesti Dózsa Kiss Ferenc Szabó Tibor Borlói Mátyás Cseh László   | 3:46,2  | KSI Verrasztó Zoltán Rudolf Róbert Sós Csaba Hargitay András    | 3:47,8  |
| 4 × 200 m gyorsváltó   | KSI Rudolf Róbert Sós Csaba Verrasztó Zoltán Hargitay András       | 8:10,1  | BVSC Márton István Császári Attila Szentirmay István Varga József | 8:22,8  | Újpesti Dózsa Kiss Ferenc Borlói Mátyás Szabó Tibor Cseh László | 8:34,1  |
| 4 × 100 m vegyes váltó | Bp. Spartacus Hámori Jenő Nagy József Csinger Márton Szabó Sándor  | 4:08,4  | KSI Rudolf Róbert Virágh Gábor Hargitay András Verrasztó Zoltán   | 4:09,1  | Újpesti Dózsa Cseh László Szabó Tibor Kiss Ferenc Borlói Mátyás | 4:09,5  |

### Nők
| Versenyszám            | Arany                                                                   | Arany  | Ezüst                                                                 | Ezüst   | Bronz                                                             | Bronz   |
| ---------------------- | ----------------------------------------------------------------------- | ------ | --------------------------------------------------------------------- | ------- | ----------------------------------------------------------------- | ------- |
| 100 m gyorsúszás       | Gyarmati Andrea Ferencvárosi TC                                         | 1:00,3 | Patóh Magda Bp. Spartacus                                             | 1:01,9  | Kovács Edit BVSC                                                  | 1:01,9  |
| 200 m gyorsúszás       | Gyarmati Andrea Ferencvárosi TC                                         | 2:12,9 | Szlavitsek Gizella Újpesti Dózsa                                      | 2:15,6  | Pelle Judit Egri Dózsa                                            | 2:18,4  |
| 400 m gyorsúszás       | Gyarmati Andrea Ferencvárosi TC                                         | 4:44,8 | Szlavitsek Gizella Újpesti Dózsa                                      | 4:48,8  | Eckel Edit Újpesti Dózsa                                          | 4:52,8  |
| 800 m gyorsúszás       | Lázár Eszter Egri Dózsa                                                 | 9:55,5 | Szlavitsek Gizella Újpesti Dózsa                                      | 10:06,8 | Bedekovics Krisztina Bp. Honvéd                                   | 10:07,7 |
| 100 m hátúszás         | Gyarmati Andrea Ferencvárosi TC                                         | 1:06,9 | Szekeres Ildikó Újpesti Dózsa                                         | 1:10,4  | Czövek Zsuzsanna Vasas SC                                         | 1:10,6  |
| 200 m hátúszás         | Gyarmati Andrea Ferencvárosi TC                                         | 2:23,1 | Czövek Zsuzsanna Vasas SC                                             | 2:30,2  | Szekeres Ildikó Újpesti Dózsa                                     | 2:32,3  |
| 100 m mellúszás        | Kiss Éva Bp. Honvéd                                                     | 1:17,4 | Kaczander Ágnes Bp. Spartacus                                         | 1:20,0  | Ludányi Mária BVSC                                                | 1:20,2  |
| 200 m mellúszás        | Kiss Éva Bp. Honvéd                                                     | 2:42,4 | Kaczander Ágnes Bp. Spartacus                                         | 2:51,4  | Bede Erzsébet Egri Dózsa                                          | 2:52,8  |
| 100 m pillangóúszás    | Gyarmati Andrea Ferencvárosi TC                                         | 1:05,0 | Válent Vera Tatabányai Bányász                                        | 1:08,8  | Kovács Edit BVSC                                                  | 1:10,2  |
| 200 m pillangóúszás    | Kiss Éva Bp. Honvéd                                                     | 2:27,1 | Dugántsi Anna Bp. Honvéd                                              | 2:32,3  | Verrasztó Gabriella KSI                                           | 2:36,3  |
| 200 m vegyesúszás      | Kaczander Ágnes Bp. Spartacus                                           | 2:30,4 | Kiss Éva Bp. Honvéd                                                   | 2:30,6  | Ernst Ágnes Ferencvárosi TC                                       | 2:31,0  |
| 400 m vegyesúszás      | Kiss Éva Bp. Honvéd                                                     | 5:17,0 | Kaczander Ágnes Bp. Spartacus                                         | 5:22,04 | Ernst Ágnes Ferencvárosi TC                                       | 5:25,4  |
| 4 × 100 m gyorsváltó   | Újpesti Dózsa Törzs Mária Eckel Edit Szlavitsek Gizella Szekeres Ildikó | 4:16,6 | Ferencvárosi TC Gulyás Éva Benedek Ildikó Ernst Ágnes Gyarmati Andrea | 4:19,1  | Egri Dózsa Harmath Katalin Bede Erzsébet Lázár Eszter Pelle Judit | 4:22,8  |
| 4 × 100 m vegyes váltó | Ferencvárosi TC Gyarmati Andrea Ernst Ágnes Cornides Edit Gulyás Éva    | 4:45,2 | Bp. Honvéd Bacsek Edit Kiss Éva Dugántsi Anna Bedekovics Krisztina    | 4:46,8  | Egri Dózsa Harmath Katalin Prutz Éva Bede Erzsébet Pelle Judit    | 4:49,4  |

## Csúcsok
A bajnokság során az alábbi csúcsok születtek:
| Esemény                     | Idő    | Név                | Csapat          | Csúcs                               |
| --------------------------- | ------ | ------------------ | --------------- | ----------------------------------- |
| Férfi 100 méteres hátúszás  | 1:00,6 | Rudolf Róbert      | KSI             | Országos ifjúsági                   |
| Férfi 200 méteres hátúszás  | 2:07,3 | Verrasztó Zoltán   | KSI             | Országos felnőtt                    |
| Férfi 200 méteres mellúszás | 2:30,0 | Hargitay András    | KSI             | Országos felnőtt                    |
| Női 200 méteres gyorsúszás  | 2:12,9 | Gyarmati Andrea    | Ferencvárosi TC | Országos felnőtt                    |
| Női 400 méteres gyorsúszás  | 4:44,8 | Gyarmati Andrea    | Ferencvárosi TC | Országos felnőtt                    |
| Női 400 méteres gyorsúszás  | 4:48,8 | Szlavitsek Gizella | Újpesti Dózsa   | Országos ifjúsági                   |
| Női 800 méteres gyorsúszás  | 9:55,5 | Lázár Eszter       | Egri Dózsa      | Országos felnőtt, ifjúsági, serdülő |
| Női 200 méteres mellúszás   | 2:42,4 | Kiss Éva           | Bp. Honvéd      | Országos felnőtt                    |
| Női 200 méteres vegyesúszás | 2:31,0 | Ernst Ágnes        | Ferencvárosi TC | Országos ifjúsági                   |
| Női 400 méteres vegyesúszás | 5:17,0 | Kiss Éva           | Bp. Honvéd      | Országos felnőtt                    |